# Saint-Aubin-Rivière
Saint-Aubin-Rivière é uma comuna francesa na região administrativa de Altos da França, no departamento de Somme. Estende-se por uma área de 3,08 km². Em 2010 a comuna tinha 112 habitantes (densidade: 36,4 hab./km²).